# Natjecanje po skupinama Svjetskog prvenstva u nogometu 2006.
Svjetsko prvenstvo u nogometu – Njemačka 2006., prvi krug natjecanja

## Skupina A
| Momčad    | Bod. | Uta. | Pob. | Izj. | Por. | Golovi |
| --------- | ---- | ---- | ---- | ---- | ---- | ------ |
| Njemačka  | 9    | 3    | 3    | 0    | 0    | 8:2    |
| Ekvador   | 6    | 3    | 2    | 0    | 1    | 5:3    |
| Poljska   | 3    | 3    | 1    | 0    | 2    | 2:4    |
| Kostarika | 0    | 3    | 0    | 0    | 3    | 3:9    |

| 9. lipnja, 2006. 18:00            |                |                   |                                                                                 |
| Njemačka                          | 4–2 (Izvješće) | Kostarika         | FIFA WM Stadion München, München Gledatelja: 66,000 Sudac: Elizondo (Argentina) |
| Lahm 6' Klose 17', 61' Frings 87' |                | Wanchope 12', 73' | FIFA WM Stadion München, München Gledatelja: 66,000 Sudac: Elizondo (Argentina) |

| 9. lipnja, 2006. 21:00 |                |                            |                                                                                         |
| Poljska                | 0–2 (Izvješće) | Ekvador                    | FIFA WM Stadion Gelsenkirchen, Gelsenkirchen Gledatelja: 52,000 Sudac: Kamikawa (Japan) |
|                        |                | C. Tenorio 24' Delgado 80' | FIFA WM Stadion Gelsenkirchen, Gelsenkirchen Gledatelja: 52,000 Sudac: Kamikawa (Japan) |

| 14. lipnja, 2006. 21:00 |                |         |                                                                                  |
| Njemačka                | 1–0 (Izvješće) | Poljska | FIFA WM Stadion Dortmund, Dortmund Gledatelja: 65,000 Sudac: Medina (Španjolska) |
| Neuville 91+            |                |         | FIFA WM Stadion Dortmund, Dortmund Gledatelja: 65,000 Sudac: Medina (Španjolska) |

| 15. lipnja, 2006. 15:00                 |                |           |                                                                           |
| Ekvador                                 | 3–0 (Izvješće) | Kostarika | FIFA WM Stadion Hamburg, Hamburg Gledatelja: 55,000 Sudac: Codjia (Benin) |
| C. Tenorio 8' Delgado 54' Kaviedes 92+' |                |           | FIFA WM Stadion Hamburg, Hamburg Gledatelja: 55,000 Sudac: Codjia (Benin) |

| 20. lipnja, 2006. 16:00 |                |                            |                                                                   |
| Ekvador                 | 0–3 (Izvješće) | Njemačka                   | Olympiastasdion, Berlin Gledatelja: 72,000 Sudac: Ivanov (Rusija) |
|                         |                | Klose 4', 44' Podolski 57' | Olympiastasdion, Berlin Gledatelja: 72,000 Sudac: Ivanov (Rusija) |

| 20. lipnja, 2006. 16:00 |                |                  |                                                                                |
| Kostarika               | 1–2 (Izvješće) | Poljska          | FIFA WM Stadion Hannover, Hannover Gledatelja: 43,000 Sudac: Maidin (Singapur) |
| Gómez 25'               |                | Bosacki 33', 65' | FIFA WM Stadion Hannover, Hannover Gledatelja: 43,000 Sudac: Maidin (Singapur) |

## Skupina B
| Momčad            | Bod. | Uta. | Pob. | Izj. | Por. | Golovi |
| ----------------- | ---- | ---- | ---- | ---- | ---- | ------ |
| Engleska          | 7    | 3    | 2    | 1    | 0    | 5:2    |
| Švedska           | 5    | 3    | 1    | 2    | 0    | 3:2    |
| Paragvaj          | 3    | 3    | 1    | 0    | 2    | 2:2    |
| Trinidad i Tobago | 1    | 3    | 0    | 1    | 2    | 0:4    |

| 10. lipnja, 2006. 15:00 |                |          |                                                                                    |
| Engleska                | 1–0 (Izvješće) | Paragvaj | FIFA WM Stadion Frankfurt, Frankfurt Gledatelja: 48,000 Sudac: Rodríguez (Meksiko) |
| Gamarra 4' (ag)         |                |          | FIFA WM Stadion Frankfurt, Frankfurt Gledatelja: 48,000 Sudac: Rodríguez (Meksiko) |

| 10. lipnja, 2006. 18:00 |                |         |                                                                                |
| Trinidad i Tobago       | 0–0 (Izvješće) | Švedska | FIFA WM Stadion Dortmund, Dortmund Gledatelja: 62,959 Sudac: Maidin (Singapur) |
|                         |                |         | FIFA WM Stadion Dortmund, Dortmund Gledatelja: 62,959 Sudac: Maidin (Singapur) |

| 15. lipnja, 2006. 18:00 |                |                   |                                                                               |
| Engleska                | 2–0 (Izvješće) | Trinidad i Tobago | FIFA WM Stadion Nürnberg, Nürnberg Gledatelja: 41,000 Sudac: Kamikawa (Japan) |
| Crouch 83' Gerrard 91+' |                |                   | FIFA WM Stadion Nürnberg, Nürnberg Gledatelja: 41,000 Sudac: Kamikawa (Japan) |

| 15. lipnja, 2006. 21:00 |                |          |                                                                    |
| Švedska                 | 1–0 (Izvješće) | Paragvaj | Olympiastadion, Berlin Gledatelja: 76,000 Sudac: Micheľ (Slovačka) |
| Ljungberg 89'           |                |          | Olympiastadion, Berlin Gledatelja: 76,000 Sudac: Micheľ (Slovačka) |

| 15. lipnja, 2006. 21:00 |                |                         |                                                                          |
| Švedska                 | 2–2 (Izvješće) | Engleska                | FIFA WM Stadion Köln, Köln Gledatelja: 45,000 Sudac: Busacca (Švicarska) |
| Allbäck 51' Larsson 90' |                | J. Cole 34' Gerrard 85' | FIFA WM Stadion Köln, Köln Gledatelja: 45,000 Sudac: Busacca (Švicarska) |

| 20. lipnja, 2006. 21:00    |                |                   |                                                                                  |
| Paragvaj                   | 2–0 (Izvješće) | Trinidad i Tobago | Fritz Walter Stadion, Kaiserslautern Gledatelja: 46,000 Sudac: Rosetti (Italija) |
| Sancho 25' (ag) Cuevas 86' |                |                   | Fritz Walter Stadion, Kaiserslautern Gledatelja: 46,000 Sudac: Rosetti (Italija) |

## Skupina C
| Momčad             | Bod. | Uta. | Pob. | Izj. | Por. | Golovi |
| ------------------ | ---- | ---- | ---- | ---- | ---- | ------ |
| Argentina          | 7    | 3    | 2    | 1    | 0    | 8:1    |
| Nizozemska         | 7    | 3    | 2    | 1    | 0    | 3:1    |
| Obala Bjelokosti   | 3    | 3    | 1    | 0    | 2    | 5:6    |
| Srbija i Crna Gora | 0    | 3    | 0    | 0    | 3    | 2:10   |

| 10. lipnja, 2006. 21:00 |                |                  |                                                                                   |
| Argentina               | 2–1 (Izvješće) | Obala Bjelokosti | FIFA WM Stadion Hamburg, Hamburg Gledatelja: 50,000 Sudac: de Bleeckere (Belgium) |
| Crespo 24' Saviola 38'  |                | Drogba 82'       | FIFA WM Stadion Hamburg, Hamburg Gledatelja: 50,000 Sudac: de Bleeckere (Belgium) |

| 11. lipnja, 2006. 15:00 |                |            |                                                                   |
| Srbija i Crna Gora      | 0–1 (Izvješće) | Nizozemska | Zentralstadion, Leipzig Gledatelja: 44,345 Sudac: Merk (Njemačka) |
|                         |                | Robben 18' | Zentralstadion, Leipzig Gledatelja: 44,345 Sudac: Merk (Njemačka) |

| 16. lipnja, 2006. 15:00                                        |                |                    |                                                                                         |
| Argentina                                                      | 6–0 (Izvješće) | Srbija i Crna Gora | FIFA WM Stadion Gelsenkirchen, Gelsenkirchen Gledatelja: 52,000 Sudac:Rosseti (Italija) |
| Rodriguez 6', 41' Cambiasso 31' Crespo 78' Tevez 84' Messi 88' |                |                    | FIFA WM Stadion Gelsenkirchen, Gelsenkirchen Gledatelja: 52,000 Sudac:Rosseti (Italija) |

| 16. lipnja, 2006. 18:00           |                |                  |                                                                                |
| Nizozemska                        | 2–1 (Izvješće) | Obala Bjelokosti | Gottlieb-Daimler-Stadion, Stuttgart Gledatelja: 52,000 Sudac: Ruiz (Kolumbija) |
| van Persie 23' van Nistelrooy 27' |                | B. Koné 39'      | Gottlieb-Daimler-Stadion, Stuttgart Gledatelja: 52,000 Sudac: Ruiz (Kolumbija) |

| 21. lipnja, 2006. 21:00 |                |           |                                                                                       |
| Nizozemska              | 0–0 (Izvješće) | Argentina | FIFA WM Stadion Frankfurt, Frankfurt Gledatelja: 48,000 Sudac: Cantalejo (Španjolska) |
|                         |                |           | FIFA WM Stadion Frankfurt, Frankfurt Gledatelja: 48,000 Sudac: Cantalejo (Španjolska) |

| 21. lipnja, 2006. 21:00                |                |                    |                                                                                |
| Obala Bjelokosti                       | 3–2 (Izvješće) | Srbija i Crna Gora | FIFA WM Stadion München, München Gledatelja: 66,000 Sudac: Rodríguez (Meksiko) |
| Dindane 37'(pen.), 67' Kalou 86'(pen.) |                | Žigić 11' Ilić 21' | FIFA WM Stadion München, München Gledatelja: 66,000 Sudac: Rodríguez (Meksiko) |

## Skupina D
| Momčad   | Bod. | Uta. | Pob. | Izj. | Por. | Golovi |
| -------- | ---- | ---- | ---- | ---- | ---- | ------ |
| Portugal | 9    | 3    | 3    | 0    | 0    | 5:1    |
| Meksiko  | 4    | 3    | 1    | 1    | 1    | 4:3    |
| Angola   | 2    | 3    | 0    | 2    | 1    | 1:2    |
| Iran     | 1    | 3    | 0    | 1    | 2    | 2:6    |

| 11. lipnja, 2006. 18:00  |                |                  |                                                                                |
| Meksiko                  | 3–1 (Izvješće) | Iran             | FIFA WM Stadion Nürnberg, Nürnberg Gledatelja: 41,000 Sudac: Rosseti (Italija) |
| Bravo 28', 76' Zinha 79' |                | Golmohammadi 36' | FIFA WM Stadion Nürnberg, Nürnberg Gledatelja: 41,000 Sudac: Rosseti (Italija) |

| 11. lipnja, 2006. 21:00 |                |            |                                                                          |
| Angola                  | 0–1 (Izvješće) | Portugal   | FIFA WM Stadion Köln, Köln Gledatelja: 45,000 Sudac: Larrionda (Urugvaj) |
|                         |                | Pauleta 4' | FIFA WM Stadion Köln, Köln Gledatelja: 45,000 Sudac: Larrionda (Urugvaj) |

| 16. lipnja, 2006. 21:00 |                |        |                                                                                |
| Meksiko                 | 0–0 (Izvješće) | Angola | FIFA WM Stadion Hannover, Hannover Gledatelja: 43,000 Sudac: Maidin (Singapur) |
|                         |                |        | FIFA WM Stadion Hannover, Hannover Gledatelja: 43,000 Sudac: Maidin (Singapur) |

| 17. lipnja, 2006. 15:00        |                |      |                                                                                   |
| Portugal                       | 2–0 (Izvješće) | Iran | FIFA WM Stadion Frankfurt, Frankfurt Gledatelja: 48,000 Sudac: Poulat (Francuska) |
| Deco 63' C. Ronaldo 79' (pen.) |                |      | FIFA WM Stadion Frankfurt, Frankfurt Gledatelja: 48,000 Sudac: Poulat (Francuska) |

| 21. lipnja, 2006. 16:00     |                |             |                                                                                          |
| Portugal                    | 2–1 (Izvješće) | Meksiko     | FIFA WM Stadion Gelsenkirchen, Gelsenkirchen Gledatelja: 52,000 Sudac: Micheľ (Slovačka) |
| Maniche 6' Simão 24' (pen.) |                | Fonseca 29' | FIFA WM Stadion Gelsenkirchen, Gelsenkirchen Gledatelja: 52,000 Sudac: Micheľ (Slovačka) |

| 21. lipnja, 2006. 16:00 |                |            |                                                                       |
| Iran                    | 1–1 (Izvješće) | Angola     | Zentralstadion, Leipzig Gledatelja: 38,000 Sudac: Shield (Australija) |
| Bakhtiarizadeh 75'      |                | Flavio 60' | Zentralstadion, Leipzig Gledatelja: 38,000 Sudac: Shield (Australija) |

## Skupina E
| Momčad  | Bod. | Uta. | Pob. | Izj. | Por. | Golovi |
| ------- | ---- | ---- | ---- | ---- | ---- | ------ |
| Italija | 7    | 3    | 2    | 1    | 0    | 5:1    |
| Gana    | 6    | 3    | 2    | 0    | 1    | 4:3    |
| Češka   | 3    | 3    | 1    | 0    | 2    | 3:4    |
| SAD     | 1    | 3    | 0    | 1    | 2    | 2:6    |

| 12. lipnja, 2006. 18:00    |                |                            |                                                                                            |
| Sjedinjene Američke Države | 0–3 (Izvješće) | Češka                      | FIFA WM Stadion Gelsenkirchen, Gelsenkirchen Gledatelja: 52,000 Sudac: Amarilla (Paragvaj) |
|                            |                | Koller 5' Rosický 35', 76' | FIFA WM Stadion Gelsenkirchen, Gelsenkirchen Gledatelja: 52,000 Sudac: Amarilla (Paragvaj) |

| 12. lipnja, 2006. 21:00 |                |      |                                                                             |
| Italija                 | 2–0 (Izvješće) | Gana | FIFA WM Stadion Hannover, Hannover Gledatelja: 43 000 Sudac: Simon (Brazil) |
| Pirlo 40' Iaquinta 83'  |                |      | FIFA WM Stadion Hannover, Hannover Gledatelja: 43 000 Sudac: Simon (Brazil) |

| 17. lipnja, 2006. 18:00 |                |                     |                                                                           |
| Češka                   | 0–2 (Izvješće) | Gana                | FIFA WM Stadion Köln, Köln Gledatelja: 45,000 Sudac: Elizondo (Argentina) |
|                         |                | Gyan 2' Muntari 82' | FIFA WM Stadion Köln, Köln Gledatelja: 45,000 Sudac: Elizondo (Argentina) |

| 17. lipnja, 2006. 21:00 |                |                   |                                                                                    |
| Italija                 | 1–1 (Izvješće) | SAD               | Fritz Walter Stadion, Kaiserslautern Gledatelja: 46,000 Sudac: Larrionda (Urugvaj) |
| Gilardino 22'           |                | Zaccardo 27' (ag) | Fritz Walter Stadion, Kaiserslautern Gledatelja: 46,000 Sudac: Larrionda (Urugvaj) |

| 22. lipnja, 2006. 16:00 |                |                           |                                                                                |
| Češka                   | 0–2 (Izvješće) | Italija                   | FIFA WM Stadion Hamburg, Hamburg Gledatelja: 50,000 Sudac: Archundia (Meksiko) |
|                         |                | Materazzi 26' Inzaghi 87' | FIFA WM Stadion Hamburg, Hamburg Gledatelja: 50,000 Sudac: Archundia (Meksiko) |

| 22. lipnja, 2006. 16:00       |                |             |                                                                              |
| Gana                          | 2–1 (Izvješće) | SAD         | FIFA WM Stadion Nürnberg, Nürnberg Gledatelja: 41,000 Sudac: Merk (Njemačka) |
| Draman 22' Appiah 47+' (pen.) |                | Dempsey 43' | FIFA WM Stadion Nürnberg, Nürnberg Gledatelja: 41,000 Sudac: Merk (Njemačka) |

## Skupina F
| Momčad     | Bod. | Uta. | Pob. | Izj. | Por. | Golovi |
| ---------- | ---- | ---- | ---- | ---- | ---- | ------ |
| Brazil     | 9    | 3    | 3    | 0    | 0    | 7:1    |
| Australija | 4    | 3    | 1    | 1    | 1    | 5:5    |
| Hrvatska   | 2    | 3    | 0    | 2    | 1    | 2:3    |
| Japan      | 1    | 2    | 0    | 1    | 2    | 2:7    |

| 12. lipnja, 2006. 15:00     |                |              |                                                                                      |
| Australija                  | 3–1 (Izvješće) | Japan        | Fritz Walter Stadion, Kaiserslautern Gledatelja: 46,000 Sudac: Abd El Fatah (Egipat) |
| Cahill 84', 89' Aloisi 92+' |                | Nakamura 26' | Fritz Walter Stadion, Kaiserslautern Gledatelja: 46,000 Sudac: Abd El Fatah (Egipat) |

| 13. lipnja, 2006. 21:00 |                |          |                                                                      |
| Brazil                  | 1–0 (Izvješće) | Hrvatska | Olympiastadion, Berlin Gledatelja: 46 000 Sudac: Archundia (Meksiko) |
| Kaká 44'                |                |          | Olympiastadion, Berlin Gledatelja: 46 000 Sudac: Archundia (Meksiko) |

| 18. lipnja, 2006. 15:00 |                |       |                                                                                     |
| Hrvatska                | 0–0 (Izvješće) | Japan | FIFA WM Stadion Nürnberg, Nürnberg Gledatelja: 41,000 Sudac: de Bleeckere (Belgija) |
|                         |                |       | FIFA WM Stadion Nürnberg, Nürnberg Gledatelja: 41,000 Sudac: de Bleeckere (Belgija) |

| 18. lipnja, 2006. 18:00 |                |            |                                                                            |
| Brazil                  | 2–0 (Izvješće) | Australija | FIFA WM Stadion München, München Gledatelja: 66,000 Sudac: Merk (Njemačka) |
| Adriano 49' Fred 89'    |                |            | FIFA WM Stadion München, München Gledatelja: 66,000 Sudac: Merk (Njemačka) |

| 22. lipnja, 2006. 21:00 |                |                                            |                                                                                |
| Japan                   | 1–4 (Izvješće) | Brazil                                     | FIFA WM Stadion Dortmund, Dortmund Gledatelja: 65,000 Sudac:Poulat (Francuska) |
| Tamada 34'              |                | Ronaldo 46+', 81' Juninho 53' Gilberto 59' | FIFA WM Stadion Dortmund, Dortmund Gledatelja: 65,000 Sudac:Poulat (Francuska) |

| 22. lipnja, 2006. 21:00 |                |                             |                                                                               |
| Hrvatska                | 2–2 (Izvješće) | Australija                  | Gottlieb-Daimler-Stadion, Stuttgart Gledatelja: 52,000 Sudac: Poll (Engleska) |
| Srna 2' N. Kovač 57'    |                | Moore 38' (pen.) Kewell 79' | Gottlieb-Daimler-Stadion, Stuttgart Gledatelja: 52,000 Sudac: Poll (Engleska) |

## Skupina G
| Momčad       | Bod. | Uta. | Pob. | Izj. | Por. | Golovi |
| ------------ | ---- | ---- | ---- | ---- | ---- | ------ |
| Švicarska    | 7    | 3    | 2    | 1    | 0    | 4:0    |
| Francuska    | 5    | 3    | 1    | 2    | 0    | 3:1    |
| Južna Koreja | 4    | 3    | 1    | 1    | 1    | 3:4    |
| Togo         | 0    | 3    | 0    | 0    | 3    | 1:6    |

| 13. lipnja, 2006. 15:00            |                |           |                                                                                |
| Južna Koreja                       | 2–1 (Izvješće) | Togo      | FIFA WM Stadion Frankfurt, Frankfurt Gledatelja: 48 000 Sudac: Poll (Engleska) |
| Lee Chun-Soo 54' Ahn Jung-Hwan 72' |                | Kader 31' | FIFA WM Stadion Frankfurt, Frankfurt Gledatelja: 48 000 Sudac: Poll (Engleska) |

| 13. lipnja, 2006. 18:00 |                |           |                                                                               |
| Francuska               | 0–0 (Izvješće) | Švicarska | Gottlieb-Daimler-Stadion, Stuttgart Gledatelja: 54,267 Sudac: Ivanov (Rusija) |
|                         |                |           | Gottlieb-Daimler-Stadion, Stuttgart Gledatelja: 54,267 Sudac: Ivanov (Rusija) |

| 18. lipnja, 2006. 21:00 |                |              |                                                                       |
| Francuska               | 1–1 (Izvješće) | Južna Koreja | Zentralstadion, Leipzig Gledatelja: 43,000 Sudac: Archundia (Meksiko) |
| Henry 9'                |                | Park 81'     | Zentralstadion, Leipzig Gledatelja: 43,000 Sudac: Archundia (Meksiko) |

| 19. lipnja, 2006. 15:00 |                |                       |                                                                                  |
| Togo                    | 0–2 (Izvješće) | Švicarska             | FIFA WM Stadion Dortmund, Dortmund Gledatelja: 65,000 Sudac: Amarilla (Paragvaj) |
|                         |                | Frei 16' Barnetta 88' | FIFA WM Stadion Dortmund, Dortmund Gledatelja: 65,000 Sudac: Amarilla (Paragvaj) |

| 23. lipnja, 2006. 21:00 |                |                      |                                                                          |
| Togo                    | 0–2 (Izvješće) | Francuska            | FIFA WM Stadion Köln, Köln Gledatelja: 45,000 Sudac: Larrionda (Urugvaj) |
|                         |                | Vieira 55' Henry 61' | FIFA WM Stadion Köln, Köln Gledatelja: 45,000 Sudac: Larrionda (Urugvaj) |

| 23. lipnja, 2006. 21:00 |                |              |                                                                                   |
| Švicarska               | 2–0 (Izvješće) | Južna Koreja | FIFA WM Stadion Hannover, Hannover Gledatelja: 43,000 Sudac: Elizondo (Argentina) |
| Senderos 23' Frei 77'   |                |              | FIFA WM Stadion Hannover, Hannover Gledatelja: 43,000 Sudac: Elizondo (Argentina) |

## Skupina H
| Momčad            | Bod. | Uta. | Pob. | Izj. | Por. | Golovi |
| ----------------- | ---- | ---- | ---- | ---- | ---- | ------ |
| Španjolska        | 9    | 3    | 3    | 0    | 0    | 8:1    |
| Ukrajina          | 6    | 3    | 2    | 0    | 1    | 5:4    |
| Tunis             | 1    | 3    | 0    | 1    | 2    | 3:6    |
| Saudijska Arabija | 1    | 3    | 0    | 1    | 2    | 2:7    |

| 14. lipnja, 2006. 15:00                    |                |          |                                                                        |
| Španjolska                                 | 4–0 (Izvješće) | Ukrajina | Zentralstadion, Leipzig Gledatelja: 43, 000 Sudac: Busacca (Švicarska) |
| Alonso 13' Villa 17', 48'(pen.) Torres 81' |                |          | Zentralstadion, Leipzig Gledatelja: 43, 000 Sudac: Busacca (Švicarska) |

| 14. lipnja, 2006. 18:00 |                |                             |                                                                                 |
| Tunis                   | 2–2 (Izvješće) | Saudijska Arabija           | FIFA WM Stadion München, München Gledatelja: 66, 000 Sudac: Shield (Australija) |
| Jaziri 23' Jaïdi 92+'   |                | Al Qahtani 57' Al Jaber 84' | FIFA WM Stadion München, München Gledatelja: 66, 000 Sudac: Shield (Australija) |

| 19. lipnja, 2006. 18:00 |                |                                                  |                                                                             |
| Saudijska Arabija       | 0–4 (Izvješće) | Ukrajina                                         | FIFA WM Stadion Hamburg, Hamburg Gledatelja: 50, 000 Sudac: Poll (Engleska) |
|                         |                | Rusol 4' Rebrov 36' Ševčenko 46' Kaliničenko 84' | FIFA WM Stadion Hamburg, Hamburg Gledatelja: 50, 000 Sudac: Poll (Engleska) |

| 19. lipnja, 2006. 21:00         |                |          |                                                                              |
| Španjolska                      | 3–1 (Izvješće) | Tunis    | Gottlieb-Daimler-Stadion, Stuttgart Gledatelja: 52,000 Sudac: Simon (Brazil) |
| Raúl 71' Torres 76', 90' (pen.) |                | Mnari 8' | Gottlieb-Daimler-Stadion, Stuttgart Gledatelja: 52,000 Sudac: Simon (Brazil) |

| 23. lipnja, 2006. 16:00 |                |             |                                                                               |
| Saudijska Arabija       | 0–1 (Izvješće) | Španjolska  | Fritz Walter Stadion, Kaiserslautern Gledatelja: 46,000 Sudac: Codjia (Benin) |
|                         |                | Juanito 36' | Fritz Walter Stadion, Kaiserslautern Gledatelja: 46,000 Sudac: Codjia (Benin) |

| 23. lipnja, 2006. 16:00 |                |       |                                                                      |
| Ukrajina                | 1–0 (Izvješće) | Tunis | Olympiastadion, Berlin Gledatelja: 72,000 Sudac: Amarilla (Paragvaj) |
| Ševčenko 70' (pen.)     |                |       | Olympiastadion, Berlin Gledatelja: 72,000 Sudac: Amarilla (Paragvaj) |